# Friend or Foe
Friend or Foe – drugi – po All About Us – singel rosyjskiego zespołu t.A.T.u. z albumu Dangerous and Moving. Wydany po raz pierwszy w grudniu 2005 jako wideoklip oraz promo CD. Fizycznie na rynku pojawił się na początku 2006 r.
Jednym z twórców muzyki do Friend or Foe jest Sting  – stworzył on i zagrał motywy basowe.
Piosenkę wykorzystano w jednym z odcinków trzeciego sezonu amerykańskiego programu rozrywkowego Laguna Beach MTV.

## Wideoklip
Pod koniec roku 2005 do telewizji muzycznych trafił teledysk Friend or Foe. Jest on jednym z najmniej kontrowersyjnych wideoklipów duetu, lubiącego często szokować publiczność. Klip przedstawia Julię i Lenę przyjeżdżające samochodem do jaskini, w której odgrywają koncert dla zgromadzonych tam swoich fanów. Warto dodać, że po drugim odśpiewaniu refrenu Julia podchodzi do fortepianu i przez dłuższą chwilę na nim gra.

## Spis utworów

### Europa
Maxi CD-Single – 10 marca 2006
1. Friend Or Foe (Single Version)
2. Friend Or Foe (L.E.X. Global Oxygen Edit)
3. Friend Or Foe (Morel's Pink Noise Mix)
4. Friend Or Foe (CC) (Video)

2-track CD Single
1. Friend or foe (Single Version)
2. Friend or foe (L.E.X. Global Oxygen Edit)

### Francja
Limited Edition Maxi CD Single – 6 lutego 2006
1. Friend Or Foe (Glam As You Mix By Guéna Lg)
2. Friend Or Foe (Lenny Bertoldo Club Mix)
3. Friend Or Foe (L.E.X. Massive Dub)
4. Friend Or Foe (Morel'S Pink Noise Dub)
5. Friend Or Foe (Lenny Bertoldo Dub)

### Limitowana edycja
L.E.X. Lenny B Promo Mix
1. Friend or Foe (L.E.X. Club Mix)
2. Friend or Foe (L.E.X. Global Oxygen Mix)
3. Friend or Foe (Morel's Pink Noise Mix)
4. Friend or Foe (Lenny B Club Mix)
5. Friend or Foe (L.E.X. Massive Club Edit)
6. Friend or Foe (L.E.X. Global Oxygen Edit)
7. Friend or Foe (Morel's Pink Noise Radio Edit)
8. Friend or Foe (Lenny B Club Radio Edit)
9. Friend or Foe (L.E.X. Massive Dub)
10. Friend or Foe (Morel's Pink Noise Dub)
11. Friend or Foe (Lenny B Dub)
12. Friend or Foe (Glam As You Mix)
13. Friend or Foe (Glam As You Radio Mix)

### Wielka Brytania
Maxi CD Single – 6 lutego 2006
1. Friend or Foe (Single Version)
2. All About Us (Sunset In Ibiza Radio Mix By Guéna LG)
3. Friend or Foe (Morel's Pink Noise Mix)
4. Friend or Foe (Video)

Reedycja
1. Friend or Foe (Single Version)
2. Not Gonna Get Us (Radio Version)

## Notowania
| Główne listy                        | Pozycja |
| Austria                             | 10      |
| Czechy – Airplay Chart              | 12      |
| Chile                               | 1       |
| Hiszpania                           | 30      |
| Irlandia                            | 34      |
| Polska - 30 Ton                     | 8       |
| Rosja – Airplay Chart               | 16      |
| Szwajcaria                          | 75      |
| Wielka Brytania                     | 48      |
| Włochy                              | 16      |
| World Chart Show - światowy airplay | 5       |
| Pozostałe listy                     |         |
| MTV Polska                          | 8       |
| RMF FM – Poplista                   | 8       |
| VIVA Polska – Chartsurfer           | 3       |